# Guangzhou Football Club
El Guangzhou Football Club (en chino, 广州足球俱乐部; pinyin, Guǎngzhōu zúqiú jùlèbù) fue un club de fútbol con sede en la ciudad de Cantón, en la República Popular China. El club fue fundado en junio de 1954 y disputaba sus partidos como local en el estadio Tianhe (天河体育中心体育场) construido en 1987 y con capacidad para 58 500 espectadores. El rojo fue el color tradicional y principal del club. Disputaba la Primera Liga China, segunda división del fútbol chino.
Originalmente fundado en 1954, se convirtió en club profesional en 1993 y sus resultados fueron discretos hasta que experimentaron un breve renacimiento cuando ganaron la segunda división de 2007. Sin embargo, en 2009 el club fue envuelto en un escándalo de amaño de partidos que fue castigado con el descenso. A partir de ese momento, Evergrande Real Estate Group decidió comprar el club, que pasó a ser uno de los equipos más potentes de China y el continente asiático. Sus úlitmos accionistas mayoritarios fueron el propio Evergrande Real Estate Group (60%) y la empresa de comercio electrónico Alibaba Group (40%).
El Guangzhou Evergrande ha sido ocho veces campeón de la liga nacional China, la Superliga China, la máxima categoría nacional de fútbol. Fue, además, el primer y único club de fútbol chino en ganar la AFC Champions League en dos ocasiones, en 2013 y 2015, respectivamente. El club fue también el primer club chino en participar en la Copa Mundial de Clubes de la FIFA, haciendo su primera aparición en 2013.

## Historia
El club fue fundado en junio de 1954 simplemente como Guangzhou FC y se convirtió en el primer club de fútbol profesional en China después de que Apollo Group se hiciera cargo del club en enero de 1993. El Guangzhou ha ganado cinco títulos de liga de segunda división en 1956, 1958, 1981, 2007 y 2010. El mejor resultado del equipo en la Super Liga China habían sido los subcampeonatos logrados en 1992 y 1994 antes de lograr su primer título en 2011. El Guangzhou también llegó a la final de la Copa china en 1991, pero perdió 1-0 contra el Shanghai Shenhua.
El 21 de febrero de 2010, el Guangzhou fue relegado a la China League One tras un escándalo de amaño de partidos a pesar de haber logrado el noveno lugar en la temporada anterior de la Super Liga china. El partido en cuestión se remonta a 2006, cuando el club todavía jugaba en la China League One. El Guangzhou pagó CNY 200.000 a su oponente para asegurar una victoria en casa.
El 28 de febrero de 2010, Evergrande Real Estate Group se hizo cargo del club con una cuota de ¥ 100 millones. Xu Jiayin, presidente del Evergrande Real Estate Group, dijo que iban a inyectar más fondos en el mercado de fichajes. Su primer fichaje fue el delantero internacional chino Gao Lin del Shanghai Shenhua por una cifra de ¥ 6 millones. Posteriormente, el entrenador Peng Weiguo fue destituido y la directiva contrató al exentrenador surcoreano del Beijing Guoan Lee Jang-Soo. En el mercado de traspasos de verano de 2010, el club firmó a Sun Xiang, el primer futbolista chino en jugar en la Liga de Campeones de la UEFA con el PSV Eindhoven, y Zheng Zhi, el excapitán de la selección nacional de China el 28 de junio. El 30 de junio el Guangzhou confirmó que había firmado al brasileño Muriqui en un contrato de cuatro años procedente del Atlético Mineiro con una cifra récord nacional de 22,98 millones CNY. El 30 de octubre de 2010, Guangzhou se proclamó campeón de la League One por segunda vez y volvió a la Super Liga tras vencer por 3-1 al Hunan Billows.
Durante la temporada 2011 el Guangzhou Evergrande ganó gran popularidad internacional al contratar al argentino Darío Conca y firmar un contrato de 10,7 millones de euros anuales, convirtiéndolo en el séptimo jugador mejor pagado del planeta en ese momento. El club también se reforzó con el brasileño Cléo.
Pese a ser debutante en el nuevo formato de Super Liga, el club se proclamó campeón nacional de liga a finales de septiembre de 2011, con cuatro partidos aún por jugar. En marzo de 2012, el Guangzhou jugó y ganó su primer partido de Liga de Campeones de la AFC ante los surcoreanos del Jeonbuk Motors 5-1. Lucas Barrios dejó el campeón del fútbol alemán Borussia Dortmund en el verano de 2012 para unirse al Guangzhou Evergrande y Marcello Lippi sustituyó a Lee Jang-Soo como entrenador en jefe y trajo al defensor coreano Kim Young-Gwon y el centrocampista chino Huang Bowen. Pese a los costosos fichajes, el Guangzhou fue eliminado de la Liga de Campeones de la AFC 2012, 5-4 en el global, ante el Al Ittihad en los cuartos de final. Sin embargo, el equipo se convirtió en el primer equipo chino en llegar a los cuartos de final desde 2006. En noviembre de 2012 el Guangzhou Evergrande ganó su segunda liga consecutiva, convirtiéndose en el primer equipo en China en conseguir ese hito.
El 21 de diciembre de 2013, terminó en el cuarto puesto en el Mundial de Clubes tras caer 2-3 ante el Atlético Mineiro de Brasil en el partido por el tercer puesto de la Copa Mundial jugada en el Stade de Marrakech en Marruecos. Los goles del Guangzhou fueron convertidos por Muriqui a los 8 del partido (1-1) y por Darío Conca a los 14 del PT (2-1). Para el campeón convirtieron Diego Tardelli al minuto del PT (1-0), Ronaldinho a los 45 del PT (2-2) y Luan a los 45 del ST (3-2).
El 20 de diciembre de 2015, repite en el cuarto puesto en el mundial de clubes tras caer 1-2 ante el Sanfrecce Hiroshima de Japón en el partido por el tercer puesto de la Copa Mundial jugado en el Estadio Internacional de Yokohama (Japón). Para llegar hasta esta ronda, venció en su primer partido al Club América de México con un marcador de 2-1 el 13 de diciembre de 2015 en el Estadio Nagai de Osaka (Japón) y perdió su segundo encuentro en la fase semifinal ante el Barcelona con un marcador de 0-3 el 17 de diciembre en el Estadio Internacional de Yokohama (Japón).
El 7 de julio de 2016 ganó su primera Copa Nacional China tras un doblete de Liao Lisheng, ganando la final al Shanghai Shenhua.

### Problemas financieros y descenso
En 2021, el Guangzhou Evergrande cambió su nombre a Guangzhou FC debido a la solicitud de la Asociación China de Fútbol de nombres "neutrales" que omitirían las referencias a los inversores y empresas propietarias del club, y atravesó una temporada difícil: sin nuevos fichajes, con sus estrellas extranjeras ausentes y un mal inicio en liga. Paulinho y Cannavaro rescindieron sus contratos, y el equipo tuvo una pésima actuación en la Liga de Campeones asiática, perdiendo los seis partidos. A pesar de todo, logró terminar tercero en la Superliga china tras mejorar en la fase final.
En 2022, el Guangzhou FC vivió una profunda crisis institucional y deportiva. A nivel accionarial, Alibaba abandonó el club, y Evergrande pasó a controlar el 97,95% de las acciones. El equipo rescindió contratos con varios jugadores extranjeros y arrancó la temporada con durísimas derrotas, como el 0-8 ante el Kawasaki Frontale en la Liga de Campeones asiática, la peor de un club chino en esa competición. También firmó un 0-6 contra el recién ascendido Wuhan Zall en la Superliga china, igualando su peor resultado histórico en liga.
Aunque fichó a Li Yang y logró romper una racha de once derrotas consecutivas con una victoria ante el Hebei, la situación deportiva siguió siendo muy delicada. Cerró la primera fase de la liga en el puesto 16, con solo dos victorias. En agosto, regresó a jugar en casa y ganó el derbi contra el Shenzhen por 4-1, estrenando cuerpo técnico con Zheng Zhi al mando. Sin embargo, la inestabilidad persistió, con nuevas derrotas, salidas de jugadores y un rendimiento muy irregular. Pese a algunas alegrías en la Copa FA, el equipo no logró revertir su situación y terminó descendiendo a segunda división tras perder en la penúltima jornada ante el Changchun Yatai.
En 2023, el Guangzhou FC continuó su etapa de inestabilidad, marcada por constantes cambios en el banquillo. En marzo, Zheng Zhi y su cuerpo técnico abandonaron el club, siendo reemplazados por Liu Zhiyu, quien también dejó su cargo en junio, dando paso a Salvador Suay Sánchez como nuevo entrenador.
Pese a los problemas, el equipo logró una serie de victorias importantes: el 10 de junio venció 2-1 al Dongguan Guanlian, logrando su primer triunfo de la temporada; posteriormente, enlazó varias victorias consecutivas, incluyendo remontadas ante el Jiangxi Lushan y el Dandong Tengyue. En julio, la dirección del club expresó su objetivo de ascender nuevamente a la Superliga.
El equipo mostró una mejoría temporal y alcanzó una racha de tres victorias consecutivas, reforzando su plantilla con la cesión de Chen Guoxi. Sin embargo, a pesar de algunas victorias aisladas, el esfuerzo no fue suficiente: el 14 de octubre ganó al Jiangxi Lushan, pero descendió matemáticamente cuatro jornadas antes del final debido al empate entre Wuxi Wuhu y Liaoning Shenyang City, confirmando su caída a la tercera división del fútbol chino.
En 2024, el Guangzhou FC afrontó una importante reestructuración de su plantilla. En febrero, hasta once jugadores abandonaron el club, entre ellos Bughrahan Iskandar, traspasado al Chengdu Rongcheng, y otros como Ling Jie, Chen Long y Chen Guoxi, que salieron tras acuerdos amistosos. A cambio, llegó Aisha Jiang como nuevo refuerzo.
A pesar de este éxodo, el equipo mostró una notable mejora en su rendimiento en la League One. El 4 de mayo logró su primera victoria a domicilio al vencer al líder Dalian Zhixing. Más adelante, el 8 de septiembre, goleó 4-1 al Wuxi Wuhu, asegurando con antelación la permanencia en la categoría. El 26 de octubre, con una victoria ante Yanbian Longding, se consolidó en los tres primeros puestos, aspirando al ascenso.
Sin embargo, en la última jornada, el Guangzhou perdió 1-2 frente al Nanjing City, desperdiciando una ventaja inicial y quedándose en tercera posición, fuera de los puestos de ascenso. En diciembre, el técnico Salvador Suay Sánchez dejó el club, cerrando otra temporada de altibajos para el histórico equipo cantonés.
El 6 de enero de 2025, la CFA anunció la lista de equipos admitidos en la tercera división, y el Guangzhou FC no fue incluido. Ese mismo día, el club emitió un comunicado confirmando que no podría continuar compitiendo en la Liga de Fútbol Profesional china debido a las elevadas deudas acumuladas y la imposibilidad de reunir los fondos necesarios para afrontarlas, lo que lo llevó a anunciar oficialmente su disolución.
Pocos días después, el 15 de enero, la CFA publicó una notificación adicional que confirmaba que el Guangzhou FC, participante en la temporada 2024, no estaba habilitado para competir en la temporada 2025, marcando así el cierre definitivo de uno de los clubes más exitosos del fútbol chino en el siglo XXI.

## Nombres y propietarios
| Año         | Propietario                       | Nombre del club                    | Nombre esponsorizado del club |
| ----------- | --------------------------------- | ---------------------------------- | ----------------------------- |
| 1954 - 84   | Oficina de Deportes de Guangzhou  | Equipo de Fútbol Guangzhou         |                               |
| 1985 - 1988 | Oficina de Deportes de Guangzhou  | Equipo de Fútbol Guangzhou         | Guangzhou Baiyun              |
| 1989 - 1992 | Oficina de Deportes de Guangzhou  | Guangzhou Football Club            | Guangzhou Baiyun              |
| 1993 - 2000 | Guangdong Apollo Group            | Guangzhou Apollo Football Club     |                               |
| 2001        | Oficina de Deportes de Guangzhou  | Guangzhou Football Club            | Guangzhou Geely               |
| 2002 - 2003 | Oficina de Deportes de Guangzhou  | Guangzhou Football Club            | Guangzhou Xiangxue            |
| 2004 - 2005 | Sunray Cave Group                 | Guangzhou Football Club            | Guangzhou Sunray Cave         |
| 2006 - 2007 | Guangzhou Pharmaceutical Holdings | Guangzhou GPC Football Club        |                               |
| 2008        | Guangzhou Pharmaceutical Holdings | Guangzhou GPC Football Club        | Guangzhou GPC Zhongyi         |
| 2009        | Guangzhou Pharmaceutical Holdings | Guangzhou GPC Football Club        | Guangzhou GPC Baiyunshan      |
| 2010        | Evergrande Real Estate Group      | Guangzhou Evergrande Football Club | Guangzhou GAC                 |
| 2011 - 2021 | Evergrande Real Estate Group      | Guangzhou Evergrande Football Club |                               |

## Datos del club

### Palmarés
A nivel nacional, el Guangzhou FC ha ganado ocho Ligas, dos Copas, cuatro Supercopas de China y dos campeonatos de Segunda División, además de conquistar dos Ligas de Campeones de la AFC a escala internacional.
Nota: en negrita competiciones vigentes en la actualidad. Indicado el récord del torneo 
Títulos oficiales (16)
Torneos nacionales (14)
| Competición nacional | Competición nacional | Títulos                                         | Subcampeonatos        |
| -------------------- | -------------------- | ----------------------------------------------- | --------------------- |
| Superliga de China   | 8                    | 2011, 2012, 2013, 2014, 2015, 2016, 2017, 2019. | 2015, 2017, 2021. (3) |
| Copa FA de China     | 2                    | 2007, 2010.                                     | 1991, 2013. (2)       |
| Supercopa de China   | 4                    | 2012, 2016, 2017, 2018.                         | 2013, 2014, 2015. (3) |
| China League One     | 2                    | 2012.                                           |                       |
| Liga Jia-A           | 0                    |                                                 | 1992. (1)             |
| Liga Jia-B           | 3                    | 1956, 1958, 1981.                               | 1983, 1990. (2)       |

Torneos internacionales (2)
| Competiciones internacionales | Competiciones internacionales | Títulos     | Subcampeonatos |
| ----------------------------- | ----------------------------- | ----------- | -------------- |
| Liga de Campeones             | 1                             | 2013, 2015. |                |

## Entrenadores

### Era no profesional (1954−1993)
| Entrenador  | Periodo     |
| ----------- | ----------- |
| Luo Dizhi   | 1954 - 1956 |
| Zeng Peifu  | 1956        |
| Zheng Deyao | 1956        |
| Luo Rongman | 1956 - 1961 |
| Li Wenjun   | 1964        |
| Lin Xiaocai | 1966 - 1976 |
| Luo Rongman | 1977        |
| Feng Meilu  | 1977        |

| Entrenador   | Periodo     |
| ------------ | ----------- |
| Luo Rongman  | 1978 - 1982 |
| Cai Tangyao  | 1983 - 1984 |
| Chen Yiming  | 1985        |
| Qi Wusheng   | 1986 - 1988 |
| Xie Zhiguang | 1989        |
| Chen Yiming  | 1990        |
| Zhou Suian   | 1991 - 1995 |

### Era profesional (1994 - 2024)
| #  | Nombre                   | Período                                         | PJ  | PG  | PE  | PP  | GF   | GC  | % victorias | Títulos |
| -- | ------------------------ | ----------------------------------------------- | --- | --- | --- | --- | ---- | --- | ----------- | --- |
| 1  | Zhou Sui'an              | 1994 - 1995                                     | 29  | 13  | 7   | 9   | 40   | 34  | 44.83%      | |
| 2  | Zhang Jingtian           | 1995                                            | 16  | 6   | 5   | 5   | 27   | 24  | 37.50%      | |
| 3  | Xie Zhiguang             | 1996                                            | 1   | 0   | 1   | 0   | 0    | 0   | 00.00%      | |
| 4  | Xian Dixiong             | 1996                                            | 25  | 8   | 8   | 9   | 31   | 33  | 32.00%      | |
| 5  | Chen Yiming              | 1997                                            | 17  | 3   | 8   | 6   | 12   | 17  | 17.65%      | |
| 6  | Mai Chao                 | 1997 – 1998                                     | 24  | 5   | 11  | 8   | 24   | 28  | 20.83%      | |
| 7  | Chen Xirong              | 1998 – 1999                                     | 21  | 4   | 5   | 12  | 20   | 34  | 19.05%      | |
| 8  | Zhao Dayu                | 1999                                            | 18  | 6   | 6   | 6   | 24   | 25  | 33.33%      | |
| 9  | Gildo Rodrigues          | 2000                                            | 5   | 0   | 1   | 4   | 2    | 9   | 00.00%      | |
| 10 | Zhou Sui'an              | abril de 2000 – septiembre de 2000              | 18  | 6   | 6   | 6   | 25   | 20  | 33.33%      | |
| 11 | Edson Tavares (interino) | noviembre de 2000 – diciembre de 2000           | 0   | 0   | 0   | 0   | 0    | 0   | 00.00%      | |
| 12 | Liu Kang                 | diciembre de 2000 – julio de 2001               | 16  | 5   | 7   | 4   | 15   | 13  | 31.25%      | |
| 13 | Zhou Sui'an              | julio de 2001 - septiembre de 2002              | 24  | 10  | 6   | 8   | 37   | 30  | 41.67%      | |
| 14 | Wu Qunli                 | septiembre de 2002 - diciembre de 2002          | 6   | 0   | 3   | 3   | 5    | 9   | 00.00%      | |
| 15 | Zhou Sui'an              | 19 de diciembre de 2002 - 18 de febrero de 2003 | 0   | 0   | 0   | 0   | 0    | 0   | 00.00%      | |
| 16 | Mai Chao                 | febrero de 2003 - octubre de 2005               | 91  | 41  | 33  | 17  | 144  | 86  | 45.05%      | |
| 17 | Drago Mamić (interino)   | noviembre de 2005 - febrero de 2006             | 0   | 0   | 0   | 0   | 0    | 0   | 00.00%      | |
| 18 | Qi Wusheng               | febrero de 2006 - diciembre de 2006             | 26  | 16  | 3   | 7   | 47   | 27  | 61.54%      | |
| 19 | Shen Xiangfu             | enero de 2007 - noviembre de 2009               | 84  | 38  | 24  | 22  | 144  | 95  | 45.24%      | China League One 2007 |
| 20 | Peng Weiguo (interino)   | diciembre de 2009 - marzo de 2010               | 0   | 0   | 0   | 0   | 0    | 0   | 00.00%      | |
| 21 | Lee Jang-Soo             | marzo de 2010 - mayo de 2012                    | 73  | 49  | 16  | 8   | 164  | 65  | 67.12%      | China League One 2010 Superliga de China 2011 |
| 22 | Marcello Lippi           | mayo de 2012 - noviembre 2014                   | 126 | 82  | 23  | 21  | 281  | 121 | 65.08%      | Copa de China 2012 Superliga China 2012 Supercopa de China 2012 Superliga de China 2013 Liga de Campeones de la AFC 2013 Superliga de China 2014                            |
| 23 | Fabio Cannavaro          | noviembre de 2014 - junio de 2015               | 23  | 11  | 7   | 5   | 46   | 28  | 47.83%      | |
| 24 | Luiz Felipe Scolari      | junio de 2015 - noviembre de 2017               | 118 | 71  | 28  | 19  | 243  | 121 | 60.17%      | Superliga de China 2015 Liga de Campeones de la AFC 2015 Supercopa de China 2016 Superliga de China 2016 Copa de China 2016 Supercopa de China 2017 Superliga de China 2017 |
| 26 | Fabio Cannavaro          | noviembre de 2017 - 2021                        |     |     |     |     |      |     |             | |
| 25 | Zheng Zhi (interino)     | 7 de diciembre de 2017 - enero de 2022          |     |     |     |     |      |     |             | |
| 26 | Liu Zhiyu                | 4 de mayo de 2022 - 14 de agosto de 2022        |     |     |     |     |      |     |             | |
| 27 | Zheng Zhi                | 14 de agosto de 2022 - 30 de marzo de 2023      |     |     |     |     |      |     |             | |
| 28 | Liu Zhiyu                | 30 de marzo de 2023 - 5 de junio de 2023        |     |     |     |     |      |     |             | |
| 29 | Salvador Suay Sánchez    | 6 de junio de 2023 - 25 de diciembre de 2024    |     |     |     |     |      |     |             | |
|    |                          | Total                                           | 666 | 318 | 188 | 160 | 1133 | 714 | 47,7        | 16 títulos |